# Künzelsau
Künzelsau är en stad i Hohenlohekreis i regionen Heilbronn-Franken i Regierungsbezirk Stuttgart i förbundslandet Baden-Württemberg i Tyskland.
Staden ingår i kommunalförbundet Künzelsau tillsammans med staden Ingelfingen.